# Chirurgie thoracique

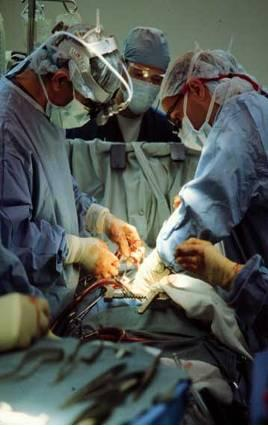
Une intervention de chirurgie thoracique.

Les affections traitées par la chirurgie thoracique concernent
- les affections chirurgicales de la paroi thoracique
- les affections chirurgicales des plèvres et de la cavité pleurale
  - Les épanchements pleuraux bénins et malins
  - Les infections pleurales et le pyothorax
  - Le pneumothorax en chirurgie thoracique
  - Le conduit thoracique et le chylothorax
  - Le mésothéliome en chirurgie thoracique
  - Les techniques chirurgicales spécifiques à la cavité pleurale
- les affections chirurgicales du parenchyme pulmonaire, des bronches et de la trachée
- les affections chirurgicales du médiastin et notamment les thymomes (à l'exception du cœur, qui fait l'objet d'une branche particulière de la chirurgie)

Par ailleurs, la chirurgie de l'œsophage concerne essentiellement les chirurgiens digestifs.

## Actes chirurgicaux

### Cancer du poumon
- Cancers primitifs
- Métastases

### Médiastin
- Pathologies thymiques
- Lésions kystiques

### Chirurgie minimalement invasive
- Chirurgie thoracique vidéo assistée (CTVA) ou (VATS)
- Chirurgie robotique vidéo-assistée (RATS)
- Chirurgie par trocart unique

### Chirurgie pleurale (qui se rapporte à la membrane enveloppant les poumons)
- Pneumothorax
- Pleurésie
- Pyothorax
- Mésothéliome pleural malin

### Chirurgie de la trachée
- Tumeurs bénignes et malignes
- Lésions kystiques
- Malformations congénitales

### Chirurgie du diaphragme
- Éventration
- Hernie

### Chirurgie fonctionnelle de l’insuffisance respiratoire
- Emphysème pulmonaire (gonflement ou une distension du tissu pulmonaire)

### Paroi thoracique
- Fractures de côtes
- Fracture du sternum